# Katherine Neville
Katherine Neville (født 4 april 1945) er en amerikansk forfatter. Hendes romaner omfatter De otte, Et beregnet risiko, og Magisk Cirkel. Hun blev født i Missouri, i byen St. Louis, og hun har tidligere arbejdet som fotograf, model, konsulent ved Department of Energy, og næstformand for den lokale Bank of America.